# Třída Gaeta
Třída Gaeta je třída minolovek provozovaných Italským námořnictvem a v podobě odvozených typů rovněž několika zahraničními uživateli. Pro Itálii bylo postaveno celkem osm jednotek této třídy. Všechny jsou v aktivní službě. Typ je odvozen z předcházející třídy Lerici.

## Stavba
Minolovky vyvinula italská loděnice Intermarine SpA v Sarzaně. V letech 1992–1996 bylo do italského námořnictva zařazeno osm jednotek pojmenovaných Gaeta (M5554), Termoli (M5555), Alghero (M5556), Numana (M5557), Crotone (M5558), Viareggio (M5559), Chioggia (M5560) a Rimini (M5561). Prvních šest bylo objednáno v roce 1988 a zbylé dvě byly přiobjednány v roce 1991. V roce 2009 byla objednána modernizace všech osmi minolovek, zahrnující například instalaci nového sonaru.
Jednotky třídy Gaeta:
| Jméno             | Založení kýlu      | Spuštěna          | Dodání             | Status  |
| ----------------- | ------------------ | ----------------- | ------------------ | ------- |
| Gaeta (M5554)     | 5. srpna 1988      | 28. července 1990 | 3. července 1992   | aktivní |
| Termoli (M5555)   | 5. srpna 1988      | 15. prosince 1990 | 13. listopadu 1992 | aktivní |
| Alghero (M5556)   | 5. srpna 1988      | 4. května 1991    | 31. března 1993    | aktivní |
| Numana (M5557)    | 5. srpna 1988      | 8. září 1992      | 11. června 1994    | aktivní |
| Crotone (M5558)   | 24. září 1990      | 11. května 1992   | 14. června 1994    | aktivní |
| Viareggio (M5559) | 5. srpna 1988      | 11. května 1993   | 1. července 1994   | aktivní |
| Chioggia (M5560)  | 20. listopadu 1992 | 9. dubna 1994     | 18. května 1996    | aktivní |
| Rimini (M5561)    | 6. listopadu 1992  | 17. září 1994     | 26. listopadu 1996 | aktivní |

## Konstrukce

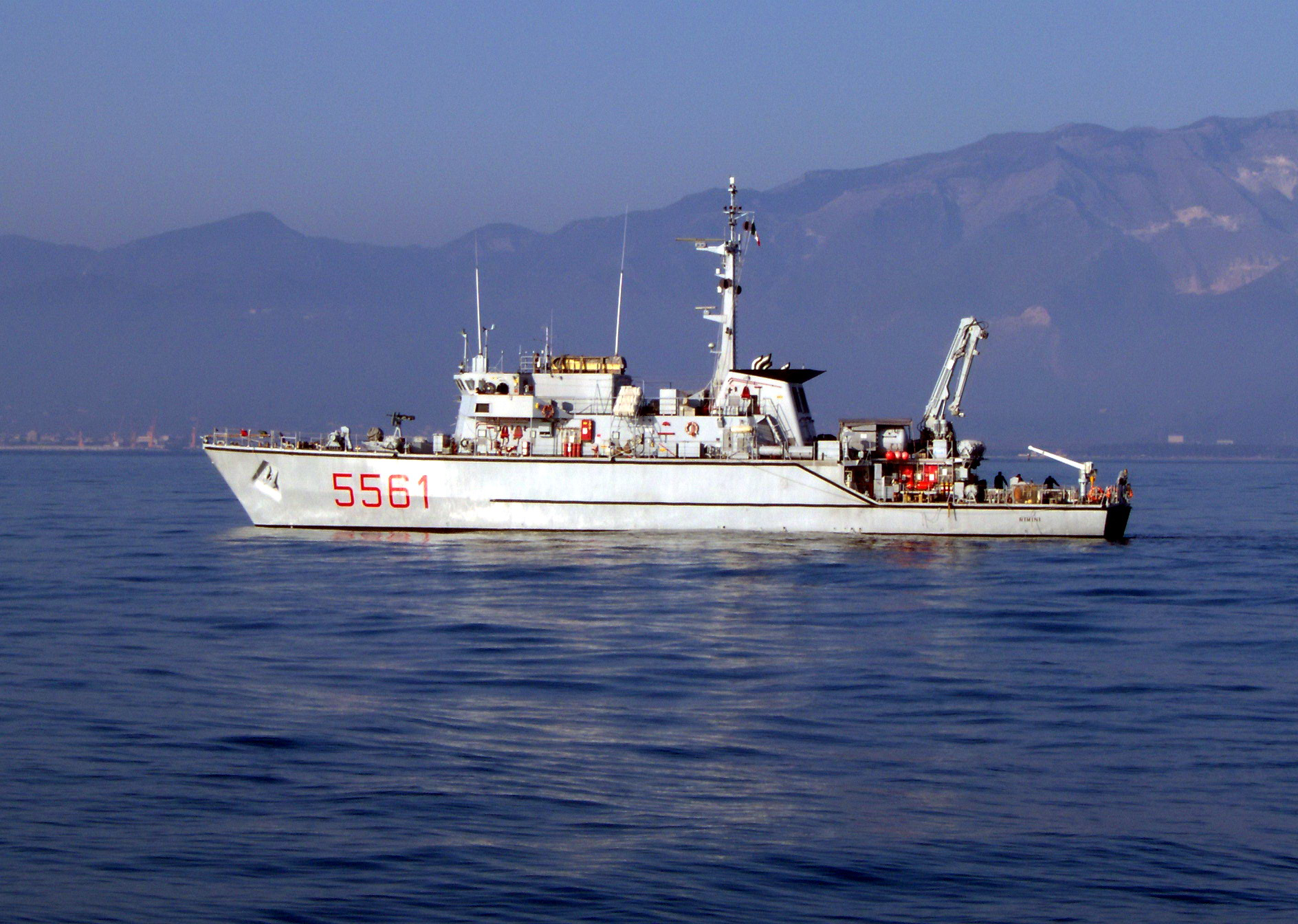
Rimini (M5561)

Jedná se o vylepšenou zvětšenou verzi třídy Lerici (trup je delší o 2,5 m a výtlak větší o 77 tun). Trup plavidel je zhotoven ze sklolaminátu a je odolný vůči podmořským výbuchům. Miny jsou vyhledávány pomocí vysokofrekvenčního sonaru SQQ-14 a až sedmi potápěčů, pro které je na palubě umístěna dvoumístná dekompresní komora. K jejich likvidaci min slouží dva dálkově ovládané prostředky Pluto. Obrannou výzbroj tvoří dva 20mm kanóny Oerlikon. Pohonný systém tvoří jeden diesel GMT BL-230.8M o výkonu 1958 hp. Nejvyšší rychlost dosahuje 15 uzlů. Dosah je 2500 námořních mil.